# シマノ・CUES
CUES（キューズ）は、株式会社シマノが開発、販売するE-BIKE、マウンテンバイク、クロスバイク向け、およびロードバイク、グラベルバイク向けのコンポーネントである。

## 概要
2022年に堅牢性と耐久性を高めたLINKGLIDEをシステムとして採用し9速から11速までの互換性を保証した、E-BIKE、マウンテンバイク、クロスバイク向けのコンポーネントとして発表され、2023年より発売されている。名称は「Create Unique ExperienceS」の略である。U-8000, U-6000により、DEORE XTの一部、DEOREの一部も代替する他、ALIVIOやACERA, Altusの代替とされる。自動変速やABSに対応するデモも披露されている。
同社のMTBやトレッキング向けコンポーネント全体として見た場合、中核グレードとしての位置づけであり、パーツ構成は幅広い。ブレーキシステムは、油圧式ディスクブレーキのみが提供されている。
2024年4月に、 手の小さなライダー向けに最適化されたショートリーチシフトレバー＆ブレーキレバー製品が発表された。
2025年1月にロードバイク、グラベルバイク向けにドロップハンドル仕様、機械式ディスクブレーキ仕様が追加された。
2025年6月に、ダイナモ内蔵フリーハブベースの自己給電・自動変速ワイヤレスディレーラシステムQ'AUTOが追加された。

## 構成
- LINKGLIDE シフティングテクノロジーを採用し、ディレーラー周り、チェーン、カセットスプロケット等はHYPERGLIDE, MICRO SPLINEなどの従来製品との互換性がない。なお、DEORE XT 11s LINKGLIDE M8100[10]やDEORE 10s LINKGLIDE M5130[11]との互換性はある。

### 2023年6月現在のラインナップ

#### CUES U8000シリーズ[12]
先行してLINKGLIDEを採用した、一部のDEOREやDEORE XTとは互換性がある。従来のT8000シリーズはDEORE XTである。

#### CUES U6000 11スピード シリーズ[14]
従来のM6000シリーズ、T6000シリーズはDEOREである。

#### CUES U6000 10スピード シリーズ[15]
従来のM6000シリーズ、T6000シリーズはDEOREである。

#### CUES 4000シリーズ[17]
従来のM4000シリーズはDEORE、T4000シリーズはALIVIOである